# Élections législatives de 1973 dans l'Aude
Les élections législatives françaises de 1973 se déroulent les 4 et 11 mars 1973. Dans le département de l'Aude, trois députés sont à élire dans le cadre de trois circonscriptions.

## Élus
| Circonscription | Député sortant       | Parti | Parti | Député élu ou réélu | Parti | Parti |
| --------------- | -------------------- | ----- | ----- | ------------------- | ----- | ----- |
| 1re             | Georges Guille       |       | PS    | Antoine Gayraud     |       | PS    |
| 2e              | Francis Vals         |       | PS    | Francis Vals        |       | PS    |
| 3e              | Jean-Pierre Cassabel |       | UDR   | Robert Capdeville   |       | PS    |

## Résultats

### Résultats à l'échelle du département
| Parti                 | Parti                                   | Premier tour | Premier tour | Second tour | Second tour | Sièges |
| Parti                 | Parti                                   | Voix         | %            | Voix        | %           | Sièges |
| --------------------- | --------------------------------------- | ------------ | ------------ | ----------- | ----------- | ------ |
|                       | Parti socialiste                        | 52 559       | 35,82        | 89 860      | 60,05       | 3      |
|                       | Parti communiste français               | 35 994       | 24,53        | Retrait     | Retrait     | 0      |
|                       | Parti socialiste unifié                 | 1 188        | 0,81         |             |             | 0      |
|                       | Union de la gauche                      | 89 741       | 61,16        | 89 860      | 60,05       | 3      |
|                       |                                         |              |              |             |             |        |
|                       | Union des démocrates pour la République | 33 587       | 22,89        | 41 755      | 27,90       | 0      |
|                       | Républicains indépendants               | 16 187       | 11,03        | 18 018      | 12,04       | 0      |
|                       | Union des républicains de progrès       | 49 774       | 33,92        | 59 773      | 39,95       | 0      |
|                       |                                         |              |              |             |             |        |
|                       | Mouvement réformateur                   | 5 609        | 3,82         |             |             | 0      |
|                       | Lutte ouvrière                          | 1 613        | 1,10         | 0           |             |        |
|                       |                                         |              |              |             |             |        |
| Inscrits              | Inscrits                                | 180 857      | 100,00       | 180 790     | 100,00      | 3      |
| Abstentions           | Abstentions                             | 30 203       | 16,7         | 26 471      | 14,64       |        |
| Votants               | Votants                                 | 150 654      | 83,3         | 154 319     | 85,36       |        |
| Blancs et nuls        | Blancs et nuls                          | 3 917        | 2,6          | 4 686       | 3,04        |        |
| Exprimés              | Exprimés                                | 146 737      | 97,4         | 149 633     | 96,96       |        |
| Source : Data.gouv.fr |                                         |              |              |             |             |        |

### Résultats par circonscription

#### Première circonscription (Carcassonne)
| Candidat       | Candidat            | Parti          | Premier tour | Premier tour | Second tour | Second tour |  |
| Candidat       | Candidat            | Parti          | Voix         | %            | Voix        | %           |  |
| -------------- | ------------------- | -------------- | ------------ | ------------ | ----------- | ----------- |  |
|                | Antoine Gayraud élu | PS (UGSD)      | 16 651       | 34,32        | 30 037      | 62,51       |  |
|                | Félix Roquefort     | PCF            | 14 785       | 30,48        | Retrait     | Retrait     |  |
|                | Vitalis Cros        | RI (URP)       | 12 904       | 26,6         | 18 018      | 37,49       |  |
|                | Claude Laquière     | MR             | 3 443        | 7,1          |             |             |  |
|                | Alain Tarlier       | LCR            | 727          | 1,5          |             |             |  |
|                |                     |                |              |              |             |             |  |
| Inscrits       | Inscrits            | Inscrits       | 60 235       | 100,00       | 60 214      | 100,00      |  |
| Abstentions    | Abstentions         | Abstentions    | 10 372       | 17,22        | 10 169      | 16,89       |  |
| Votants        | Votants             | Votants        | 49 863       | 82,78        | 50 045      | 83,11       |  |
| Blancs et nuls | Blancs et nuls      | Blancs et nuls | 1 353        | 2,71         | 1 990       | 3,98        |  |
| Exprimés       | Exprimés            | Exprimés       | 48 510       | 97,29        | 48 055      | 96,02       |  |

#### Deuxième circonscription (Narbonne)
| Candidat       | Candidat                   | Parti          | Premier tour | Premier tour | Second tour | Second tour |  |
| Candidat       | Candidat                   | Parti          | Voix         | %            | Voix        | %           |  |
| -------------- | -------------------------- | -------------- | ------------ | ------------ | ----------- | ----------- |  |
|                | Francis Vals sortant réélu | PS (UGSD)      | 19 582       | 36,67        | 34 552      | 62,89       |  |
|                | Gaston Heurley             | UDR (URP)      | 14 874       | 27,85        | 20 390      | 37,11       |  |
|                | Jacques Slacik             | PCF            | 13 586       | 25,44        | Retrait     | Retrait     |  |
|                | Jean Ségura                | RI             | 3 283        | 6,15         |             |             |  |
|                | Claude Dubeau              | PSU            | 1 188        | 2,22         |             |             |  |
|                | Michel Balat               | LCR            | 886          | 1,66         |             |             |  |
|                |                            |                |              |              |             |             |  |
| Inscrits       | Inscrits                   | Inscrits       | 63 659       | 100,00       | 63 644      | 100,00      |  |
| Abstentions    | Abstentions                | Abstentions    | 11 048       | 17,35        | 12 741      | 20,02       |  |
| Votants        | Votants                    | Votants        | 52 611       | 82,65        | 50 903      | 79,98       |  |
| Blancs et nuls | Blancs et nuls             | Blancs et nuls | 872          | 1,66         | 1 611       | 3,16        |  |
| Exprimés       | Exprimés                   | Exprimés       | 51 739       | 98,34        | 49 292      | 96,84       |  |

#### Troisième circonscription (Castelnaudary - Limoux)
| Candidat       | Candidat                     | Parti          | Premier tour | Premier tour | Second tour | Second tour |  |
| Candidat       | Candidat                     | Parti          | Voix         | %            | Voix        | %           |  |
| -------------- | ---------------------------- | -------------- | ------------ | ------------ | ----------- | ----------- |  |
|                | Jean-Pierre Cassabel sortant | UDR (URP)      | 18 713       | 41,74        | 21 365      | 45,81       |  |
|                | Robert Capdeville élu        | PS (UGSD)      | 16 326       | 36,42        | 25 271      | 54,19       |  |
|                | Alain Bonnery                | PCF            | 7 623        | 17           | Retrait     | Retrait     |  |
|                | Alexandre Clot               | CD (MR)        | 2 166        | 4,83         |             |             |  |
|                |                              |                |              |              |             |             |  |
| Inscrits       | Inscrits                     | Inscrits       | 53 741       | 100,00       | 53 733      | 100,00      |  |
| Abstentions    | Abstentions                  | Abstentions    | 7 855        | 14,62        | 6 192       | 11,52       |  |
| Votants        | Votants                      | Votants        | 45 886       | 85,38        | 47 541      | 88,48       |  |
| Blancs et nuls | Blancs et nuls               | Blancs et nuls | 1 058        | 2,31         | 905         | 1,9         |  |
| Exprimés       | Exprimés                     | Exprimés       | 44 828       | 97,69        | 46 636      | 98,1        |  |